# Пустий Хриб
Пустий Хриб (словен. Pusti Hrib) — поселення в общині Рибниця, регіон Південно-Східна Словенія, Словенія.